# Maria Møller Thomsen
Maria Møller Thomsen (24 ottobre 1998) è una calciatrice danese, di ruolo difensore.

## Carriera
Møller Thomsen inizia la carriera in patria, indossando le maglie dell'Odense fino al 2013, per passare dall'anno seguente al Næsby.
Arrivata all'Odense Q, nel nuovo ciclo della società di Odense, per la stagione 2017-2018, dopo aver maturato 14 presenze nella prima fase del campionato, durante la sessione invernale di calciomercato decide di lasciare la società per cogliere l'opportunità per la sua prima esperienza all'estero, scegliendo il campionato svedese.
Sottoscrive un contratto con il Limhamn Bunkeflo che la lega alla società del sobborgo di Malmö per due stagioni, debuttando in Damallsvenskan, livello di vertice della struttura calcistica femminile del paese scandinavo,  campionato il 16 aprile, alla 1ª giornata, nella sconfitta esterna per 3-0 con il Linköping. Nei due anni rimasti al Limhamn Bunkeflo matura 29 presenze in campionato, con la squadra che riesce a salvarsi in entrambe le stagioni.
Nel gennaio 2020 viene annunciato il suo trasferimento al Växjö DFF, con il quale firma un contratto annuale andando a raggiungere le connazionali Emilie Henriksen e Signe Holt Andersen. In campionato viene impiegata in 15 occasioni, contribuendo a raggiungere il suo il miglior risultato sportivo, oltre che per la squadra, il 6º posto in Damallsvenskan.
Conclusi gli obblighi contrattuali, nel gennaio 2021 decide di far ritorno in patria, sottoscrivendo un contratto con il Fortuna Hjørring con scadenza estate 2022. A disposizione del tecnico Niclas Hougaard, oltre a disputare la seconda parte del campionato di Elitedivisionen, dove matura 10 presenze, ha l'opportunità di debuttare in UEFA Women's Champions League, giocando entrambi gli incontri degli ottavi di finale della stagione 2020-2021 con le spagnole del Barcellona venendo le danesi in quell'occasione eliminate dal torneo.
Dopo aver ottenuto consensualmente lo scioglimento degli impegni con il club danese, durante il calciomercato estivo 2021 decide di unirsi alla Lazio, club italiano neopromosso in Serie A, per la sua seconda esperienza all'estero. L'esperienza con la squadra romana è durata pochi mesi, visto che ha rescisso il contratto a inizio dicembre 2021, dopo aver collezionato 5 presenze in campionato.